# Hokej na rolkach na World Games 2017
Turniej hokeju na rolkach podczas World Games 2017 we Wrocławiu rozgrywany był w dniach 25-29 lipca 2017 roku. Brały w nim udział drużyny męskie. Turniej rozgrywany był w Centrum Sportu i Rekreacji w Świdnicy. 

## Uczestnicy
- Francja
- Szwajcaria
- USA
- Kanada
- Polska
- Włochy
- Argentyna
- Czechy

## Faza grupowa[1]

### Grupa A
| Zespół | Punkty | Rozegrane | Wygrane | Remisy | Porażki | Br. zdobyte | Br.stracone | +/- |
| ------ | ------ | --------- | ------- | ------ | ------- | ----------- | ----------- | --- |
| Czechy | 4      | 3         | 2       | 0      | 1       | 11          | 6           | 5   |
| Kanada | 4      | 3         | 2       | 0      | 1       | 12          | 7           | 5   |
| USA    | 4      | 3         | 2       | 0      | 1       | 14          | 9           | 5   |
| Polska | 0      | 3         | 0       | 0      | 3       | 2           | 17          | -15 |

USA – Kanada 1:7
Czechy – Polska 4:1
Kanada – Czechy 2:5
Polska – USA 0:10  
USA – Czechy 3:2
Polska – Kanada 1:3

### Grupa B
| Zespół     | Punkty | Rozegrane | Wygrane | Remisy | Porażki | Br. zdobyte | Br.stracone | +/- |
| ---------- | ------ | --------- | ------- | ------ | ------- | ----------- | ----------- | --- |
| Francja    | 6      | 3         | 3       | 0      | 0       | 17          | 4           | 13  |
| Szwajcaria | 4      | 3         | 2       | 0      | 1       | 14          | 5           | 9   |
| Włochy     | 2      | 3         | 1       | 0      | 2       | 5           | 14          | -9  |
| Argentyna  | 0      | 3         | 0       | 0      | 3       | 1           | 14          | -13 |

Francja – Szwajcaria 3:2
Włochy – Argentyna 2:0
Argentyna – Francja 1:6
Szwajcaria – Włochy 6:2
Szwajcaria – Argentyna 6:0
Francja – Włochy 8:1

## Faza medalowa

### Półfinały o miejsca 5-8
| 28.07 | USA | 4:0 | Argentyna |

| 28.07 | Włochy | 4:1 | Polska |

### Półfinały
| 28.07 | Kanada | 1:5 | Francja |

| 28.07 | Czechy | 5:2 | Szwajcaria |

### Mecz o siódme miejsce
| 29.07 | Argentyna | 5:1 | Polska |

### Mecz o piąte miejsce
| 29.07 | USA | 6:4 | Włochy |

### Mecz o trzecie miejsce
| 29.07 | Kanada | 3:4 | Szwajcaria |

### Finał
| 29.07 | Czechy | 5:1 | Francja |

## Klasyfikacja końcowa
| Miejsce | Drużyna    |
| ------- | ---------- |
| 1       | Czechy     |
| 2       | Francja    |
| 3       | Szwajcaria |
| 4       | Kanada     |
| 5       | USA        |
| 6       | Włochy     |
| 7       | Argentyna  |
| 8       | Polska     |

## Źródła
- Wyniki World Games 2017. theworldgames2017.com. [zarchiwizowane z tego adresu (2018-11-15)].